# Менсфілд-парк
«Менсфілд-парк» (англ. Mansfield Park) — третій опублікований роман Джейн Остін, вперше виданий у 1814 році Томасом Егертоном. Друге видання було опубліковане в 1816 році Джоном Мюрреєм, ще за життя Остін. Перші огляди «Менсфілд-парку» були написані у 1821 році. 
Роман розповідає історію Фанні Прайс, яку її багатодітна родина з Портсмуту відправляє у віці десяти років до заможних тітки та дядька. Книга описує як дівчинка поступово дорослішає у своєму новому домі.

## Короткий зміст
Фанні Прайс із бідної родини потрапляє в Менсфілд-парк, заміський маєток її дядька сера Томаса Бертрама у Нортгемптонширі. Там до неї добре ставиться тільки її старший кузен Едмунд. Тітка Норріс, дружина священнослужителя Менсфілдської парафії, прискіпується найбільше.
Коли Фанні виповнилося п'ятнадцять, тітка Норріс овдовіла. Тепер вона частіше відвідує Менсфілд-парк і ще вимогливіша до дівчини. Через рік сер Томас разом зі своїм марнотратним старшим сином Томом їде на Антигуа, щоб вирішити проблеми на своїй плантації. Пані Норріс знаходить чоловіка для Марії, старшої доньки Бертрамів. Це пан Рашворт, заможний, але не вельми розумний. Марія приймає його пропозицію. 
Наступного року до місіс Грант, дружини нового священника, приїздять брат та сестра (діти її матері від другого шлюбу), Генрі та Мері Кроуфорд. З їх появою життя в Менсфілді пожвавлюється. Згодом між Едмундом і Мері виникає взаємна симпатія. 

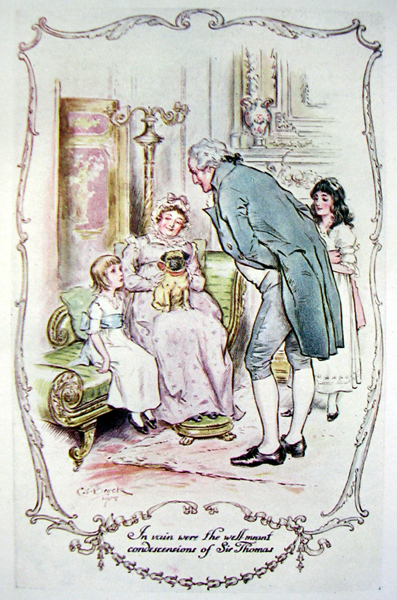
Юна Фанні та «добродушна поблажливість сера Томаса Бертрама» після її прибуття до Менсфілд-парку. Видання 1903 року

Під час відвідин маєтку містера Рашворта, Генрі залицяється до обох сестер Бертрам. Марія вважає, що Кроуфорд закоханий у неї, тому ставиться до нареченого зневажливо, провокуючи його ревнощі. Джулія відчуває заздрість і розчарування, коли Генрі фліртує з її сестрою. Мері була неприємно вражена, дізнавшись, що Едмунд буде священнослужителем, і намагається переконати його обрати іншу професію. Фанні боїться, що засліплений чарами міс Кроуфорд, кузен не помічає її вад. 
Після повернення Тома, молодь захопилася ідеєю випробувати себе в театральному мистецтві. Для вистави обрали п'єсу «Обітниці закоханих». Едмунд заперечує, вважаючи, що сер Томас цього не схвалить, а тематика п'єси недоречна для його сестер. Але згодом погоджується взяти на себе роль коханого героїні, яку грає Мері. Репетиції дають можливість Генрі та Марії фліртувати. Коли сер Томас несподівано повертається додому, виставу  скасовують. Генрі їде без пояснень. Марія виходить заміж за пана Рашворта. Вони оселяються в Лондоні і беруть Джулію з собою. Сер Томас бачить у Фанні зміни на краще, а Мері Кроуфорд поступово зближується з нею. 

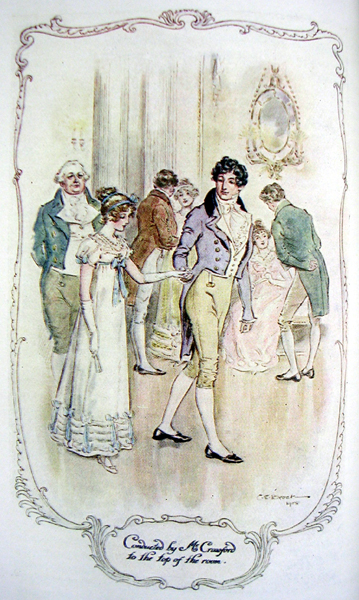
Фанні з Генрі Кроуфордом під час урочистого балу на її честь.

Генрі повертається і вирішує розважити себе, змусивши Фанні полюбити його. Її брат Вільям відвідує Менсфілд-парк, а сер Томас влаштовує для них бал. Танцюючи з Едмундом, Мері каже йому, що це востаннє, бо вона ніколи не буде танцювати зі священнослужителем. Генрі запропонував Вільяму перед поверненням на службу відвідати його дядька адмірала. Едмунда вже зовсім скоро, після Різдва, мають посвятити у сан. Тож всі троє їдуть наступного дня. 
Генрі повертається з Лондону і повідомляє Мері про свій намір одружитися з Фанні. Щоб підвищити свої шанси на успіх, він просить свого дядька допомогти Вільяму отримати звання лейтенанта. Однак, коли Генрі освідчується, Фанні відмовляє, не схвалюючи його колишнього поводження з жінками. Сер Томас здивований її категоричною відмовою, але вона не знає як пояснити свою неприязнь до Кроуфорда, не викривши кузин. 
Щоб допомогти Фанні оцінити пропозицію Генрі, сер Томас відсилає її відвідати батьків у Портсмуті, де дівчину вражає контраст між їх хаотичним домашнім господарюванням та гармонійним оточенням у Менсфілді. Генрі відвідує Фанні в Портсмуті. Хоч вона ще не готова прийняти його пропозицію, але починає цінувати його гарні риси. 
Пізніше Фанні дізнається з повідомлення в газеті, що Генрі та Марія втекли разом. Пан Рашворт отримує розлучення. Джулія тікає і таємно виходить заміж. Родина Бертрамів спустошена. Тим часом, Том важко хворіє внаслідок падіння з коня. Едмунд привозить до Менсфілд-парку Фанні та її п'ятнадцятирічну сестру С'юзен, яку запросили пожити декілька місяців у родині Бертрамів. Сер Томас намагається показати, що схвалює поведінку племінниці і цінує її ще більше, ніж раніше. Він тепер розуміє, що Фанні була права, відмовивши Генрі, і ставиться до неї як до доньки. 
Під час зустрічі з Мері Кроуфорд Едмунд виявляє, що вона шкодує не про негідну поведінку свого брата і Марії, а тільки про те, що їх було викрито. Спустошений, він розриває стосунки і повертається до Менсфілд-парку, де розповідає все Фанні. Зрештою, вони одружуються і переїжджають до Менсфілдської парафії. А ті, хто залишився в Менсфілд-парку, зрозуміли свої помилки, і життя там стає приємнішим.

## Персонажі

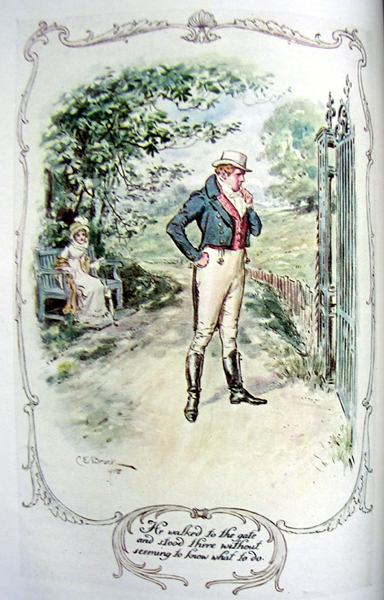
Містер Рашворт спантеличено дивиться на замкнену хвіртку на вході до парку в Созертоні.

- Фанні Прайс (англ. Fanny Price) — племінниця родини Бертрамів, яка проживає з ними в Менсфілд-парку, має статус бідної родички.

- Леді Бертрам (англ. Lady Bertram) — тітка Фанні, одружена із заможним сером Томасом Бертрамом, середня із трьох сестер Ворд, старша – це місіс Норріс, а наймолодша – мати Фанні.

- Місіс Норріс (англ. Mrs Norris) — старша сестра леді Бертрам, її чоловік був місцевим священиком. Після його смерті парафію віддали доктору Гранту.

- Сер Томас Бертрам, баронет (англ. Sir Thomas Bertram, baronet) — чоловік тітки Фанні, йому належить маєток Менсфілд-парк та ще один на Антигуа.

- Томас Бертрам (англ. Thomas Bertram) — старший син сера Томаса та леді Бертрам, на сім років старший за Фанні.

- Едмунд Бертрам (англ. Edmund Bertram) — молодший син сера Томаса та леді Бертрам, планує стати священнослужителем, на шість років старший за Фанні.

- Марія Бертрам (англ. Maria Bertram) — старша дочка сера Томаса та леді Бертрам, на три роки старша за Фанні.

- Джулія Бертрам (англ. Julia Bertram) — молодша дочка сера Томаса та леді Бертрам, на два роки старша за Фанні.

- Доктор Грант (англ. Dr Grant) — очолив Менсфілдську парафію після смерті пана Норріса.

- Місіс Грант (англ. Mrs Grant) — дружина пана Гранта та сестра Генрі та Мері Кроуфордів (діти її матері від другого шлюбу).

- Генрі Кроуфорд (англ. Henry Crawford) — брат міс Кроуфорд і місіс Грант (по матері).

- Мері Кроуфорд (англ. Mary Crawford) — сестра містера Кроуфорда та місіс Грант (по матері).

- Містер Рашворт (англ. Mr. Rushworth) — спочатку наречений, а згодом і чоловік Марії Бертрам.

- Джон Єйтс (англ. John Yates) — друг Тома Бертрама.

- Вільям Прайс (англ. William Price) — старший брат Фанні.

- Містер Прайс (англ. Mr Price) — батько Фанні, офіцер військово-морського флоту, живе в Портсмуті.

- Місіс Прайс (англ. Mrs Price) — вроджена Френсіс (Фанні) Ворд, мати Фанні.

- Сьюзен Прайс (англ. Susan Price) — молодша сестра Фанні.

- Леді Сторновей (англ. Lady Stornoway) — світська жінка, співучасниця флірту містера Кроуфорда та Марії.

- Місіс Рашворт (англ. Mrs Rushworth) — мати пана Рашворта та свекруха Марії.

- Беддлі (англ. Baddeley) — дворецький у Менсфілд-парку.

## Реакція критиків
Незважаючи на те, що спочатку «Менсфілд-парк» був проігнорований рецензентами, він мав великий успіх у громадськості. Перший тираж у 1814 році був розпроданий за пів року. Другий у 1816 році також розкупили. Перший критичний огляд у 1821 році Річарда Вейтлі був позитивним.
Критики епохи Регентства високо оцінили здорову мораль роману. Вікторіанський консенсус трактував романи Остін як соціальну комедію. У 1911 році А. К. Бредлі повернувся до теми моралі, похваливши «Менсфілд-парк» за те, що цей художній твір «глибоко в серці стверджує важливість безперечних істин про поведінку». Впливовий Лайонел Тріллінг (1954), а пізніше Томас Таннер (1968) продовжували акцентувати увагу на глибокій моральній силі роману. Томас Едвардс (1965) стверджував, що в «Менсфілд-парку» було більше відтінків сірого, ніж в інших її романах, і прихильники простого дуалістичного світогляду можуть знайти цьому підтвердження. У 1970-х Алістер Дакворт (1971) та Мерилін Батлер (1975) заклали основу для більш всебічного розуміння історичних натяків та контексту роману.
До 1970-х років «Менсфілд-парк» вважався найбільш суперечливим романом Остін. У 1974 році американський літературознавець Джоель Вайнсгаймер назвав «Менсфілд-парк», мабуть, найглибшим з її романів, безумовно, найбільш проблематичним.
Особливо негативно висловився американський учений Джон Гальперін (1975), який назвав «Менсфілд-парк» «найбільш ексцентричним» із романів Остін та її найбільшим провалом. Він нападав на роман за безглузду героїню, помпезного героя, громіздкий сюжет і «в'їдливу сатиру». Він описав родину Бертрамів як моторошних персонажів, сповнених лицемірства, розпусти та жадібності, особиста фінансова вигода ― єдине, що їх цікавить. Він нарікав на те, що сцени в Портсмуті були значно цікавішими, ніж у Менсфілд-парку, і що, послідовно зображуючи сім'ю Бертрам як жадібну, егоїстичну та матеріалістичну, Остін в останніх розділах змалювала життя в Менсфілд-парку занадто ідеалізовано.
В кінці ХХ століття виникають різноманітні варіанти трактування роману, включаючи феміністичну та постколоніальну критику, найвпливовішим з них є «Джейн Остін та імперія» Едварда Саіда (1983). У той час як одні продовжували засуджувати, а інші вихваляти консервативну мораль роману, дехто вважав це остаточним викликом офіційним консервативним цінностям на користь співчуття та глибшої моралі, а також постійним викликом наступним поколінням. Ізобель Армстронг (1988) виступала за відкрите розуміння тексту, що його слід розглядати як дослідження проблем, а не як остаточний висновок.
Для Сьюзен Морган (1987) «Менсфілд-парк» був найскладнішим із романів Остін, в якому зображена найслабша з усіх її героїнь, яка, врешті-решт, стала найулюбленішим членом родини.

## Розвиток, теми та символи
У романі багато автобіографічних асоціацій. Остін значною мірою спиралася на власний досвід та знання своєї родини та друзів. Її пильна увага до поведінки людини дає змогу простежити розвиток усіх її персонажів. У «Менсфілд-парку» вона продовжує свою практику, як і портретний мініатюрист, малюючи на слоновій кістці «таким тонким пензлем». Окрім одноденного візиту до Созертона та тримісячного ув'язнення в Портсмуті, дія роману обмежена одним маєтком, проте книга цікава читачам з усього світу, включаючи Індію, Китай та Карибський басейн.

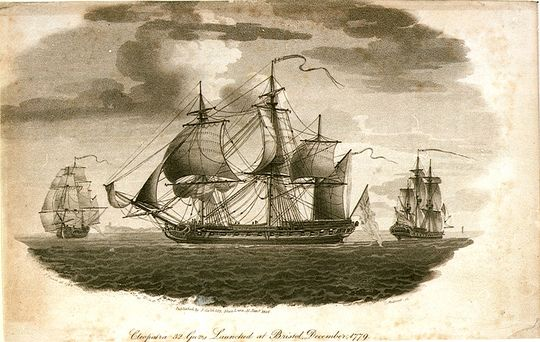
Корабель Його Величності «Клеопатра», який згадується у 38-му розділі. Ним командував брат Джейн Остін, капітан Джеймс Остін, у 1810–1811 роках.

Остін знала Портсмут з особистого досвіду. Вона зазначає, що адмірал Фут, який тоді був заступником командира у Портсмуті, був «здивований тим, що я змогла так добре зобразити Портсмутські сцени». Її брат Чарльз Остін служив офіцером Королівського флоту під час наполеонівських воєн. У романі брат Фанні Вільям вже в званні офіцера Королівського флоту має вирушити на службу на  Кораблі Його Величності «Дрізд», що пришвартований біля «Клеопатри» в Спітгеді. Капітан Остін командував Кораблем Його Величності «Клеопатрою» під час полювання у північноамериканських водах на французькі кораблі з вересня 1810 по червень 1811 року. Якщо роман стосується корабля в його історичному контексті, це датуватиме основні події роману 1810–1811 роками. Розповіді Вільяма про його життя мічмана, переказані Бертрамам, мали б вказати читачам-сучасникам письменниці, що він відплив з Нельсоном до Карибського басейну. Леді Бертрам просить дві шалі, якщо він вирушить до Ост-Індії.
Вільям дарує Фанні бурштиновий хрестик. Схожий подарунок ― топазові хрестики ― отримали сестри від Чарльза Остіна, перш ніж він відплив до північноамериканських станцій Королівського флоту в Галіфаксі та на Бермудах. У східній кімнаті Едмунд припускає, що Фанні «вирушить до Китаю» слідами дослідницької культурної експедиції лорда Макартні.

## Відгуки про Фанні Прайс
Мати Остін вважала Фанні нудною, хоча іншим приватним рецензентам, які не публікувались, сподобався персонаж (Джейн збирала коментарі тих, з ким спілкувалася). Багато хто сприймав Фанні Прайс як Попелюшку XIX століття.
Основна дискусія стосується того, чи повинен характер Фанні бути іронічним, пародією на розсудливих героїнь, таких популярних у романах епохи Регентства. Лайонел Тріллінг (1957) стверджував, що Остін створила Фанні як «іронію, спрямовану проти самої іронії». Ендрю Райт (1968) висловив думку, що Фанні «представлена прямолінійно, без будь-якого протиріччя».
Томас Едвардс (1965) вважав Фанні найбільш вразливою з усіх героїнь Остін і, отже, найбільш людяною. Біограф Остін Клер Томалін (1997) стверджує, що героїзм Фанні досягає своєї вершини в ту мить, коли вона відкидає покірність, якої її, як жінку, навчали, і дотримується вищого диктату власної совісті.

### Химерна?
Клара Кальво (2005) каже, що багатьом сучасним читачам важко співчувати Фанні з її несміливістю та несхваленням театралів, вони вважають, що головна героїня «химерна, пасивна, наївна і їй складно симпатизувати». Вілтшир (2005) заперечує критикам Фанні, припускаючи, що саме очевидний консерватизм роману робить його конфронтаційним і що «багато читачів не можуть пройти повз нього».
Томалін розглядає Фанні як складну особистість, яка, незважаючи на свою слабкість, проявляє відвагу і підвищення самооцінки під час останньої частини історії. Її віра, яка дає їй мужність протистояти тому, що вона вважає неправильним, іноді робить її нетерпимою до грішників. Фанні, завжди обмірковуючи свої вчинки, нетерпима до власної нетерпимості. Зміни в її характері найбільше помітні протягом тримісячного перебування у Портсмуті. Спочатку, вражена занедбаністю та неохайністю батьківського дому та його околиць, вона засуджує його. Ставлення її батька також може викликати осуд сучасних читачів, оскільки він згадує про неї лише,  щоб «зробити її об'єктом грубого жарту». В даний час усвідомлюючи, що вона ніколи не зможе бути в Портсмуті як вдома, вона поступово долає свої упередження, визнає відмінні риси своїх братів і сестер, намагається з ними зблизитися і наполегливо працює, щоб нікого не образити. Портсмутське товариство швидко втратило цікавість до Фанні, щойно з'ясувалося, що вона, хоч і з родини баронета,  але  не грає на фортепіано і не носить дорогого одягу. Вона усвідомлює, що перебування в батьківському домі негативно впливає на її здоров'я через постійні суперечки, гамір та безлад, які витрачають її енергію.
Пола Бірн (2014) говорить: «У центрі книги переселена дитина з непохитним сумлінням. Справжня героїня».

### Внутрішній світ Фанні
Фанні унікальна серед героїнь Остін тим, що її історія простежується від десяти до вісімнадцяти років. Бірн каже: «Менсфілд-парк, мабуть, перший роман в історії, який змальовує життя маленької дівчинки зсередини». З самого початку її сприймають як психічно та фізично тендітну маленьку дівчинку з низькою самооцінкою, вразливу та беззахисну. Чи не єдине, що підтримує у скрутну хвилину і дозволяє їй вижити ― це любов її старшого брата Вільяма. У Менсфілді її двоюрідний брат Едмунд поступово бере на себе подібну роль; обидва молоді чоловіки виконують важливу роль вихователя, що залишили вакантною дорослі. Східна кімната, яку Фанні поступово привласнює, стає її безпечним місцем, її «затишним гніздом», хоча тут в холодну пору року не запалюють камін. Сюди вона приходить, коли збентежена, щоб побути насамоті. Тут Фанні розмірковує про свої страждання, знехтувані почуття,  недооцінену кмітливість та нерозуміння її мотивів. Їй завдає болю тиранія, глузування та зневага, але, поміркувавши, вона робить висновок, що майже кожен інцидент приносив певну користь, а головною розрадою завжди був Едмунд.
Травма через переїзд у віці десяти років нагадує про себе Фанні через вісім років, коли їй пропонують відвідати родину. «Спогади про всі її найдавніші насолоди і те, що вона пережила, поїхавши від них, охопили її з новою силою, і здавалося, ніби повернення додому зцілить кожен біль, що з тих пір виріс із розлуки». Біль розлуки є настільки ж очевидним, як і ідеалізація її колишнього життя в Портсмуті, яка маскує глибший біль від браку уваги, який Фанні невдовзі усвідомить. Джон Вілтшир, повертаючись до цієї теми в 2014 році, описує Фанні як «героїню, яка в ранньому віці страждала від неправильного виховання та квазі-усиновлення, що відчуває сильний конфлікт між вдячністю до прийомної родини та найглибшим бунтом проти них», повстання ледь свідоме.

### Феміністична іронія

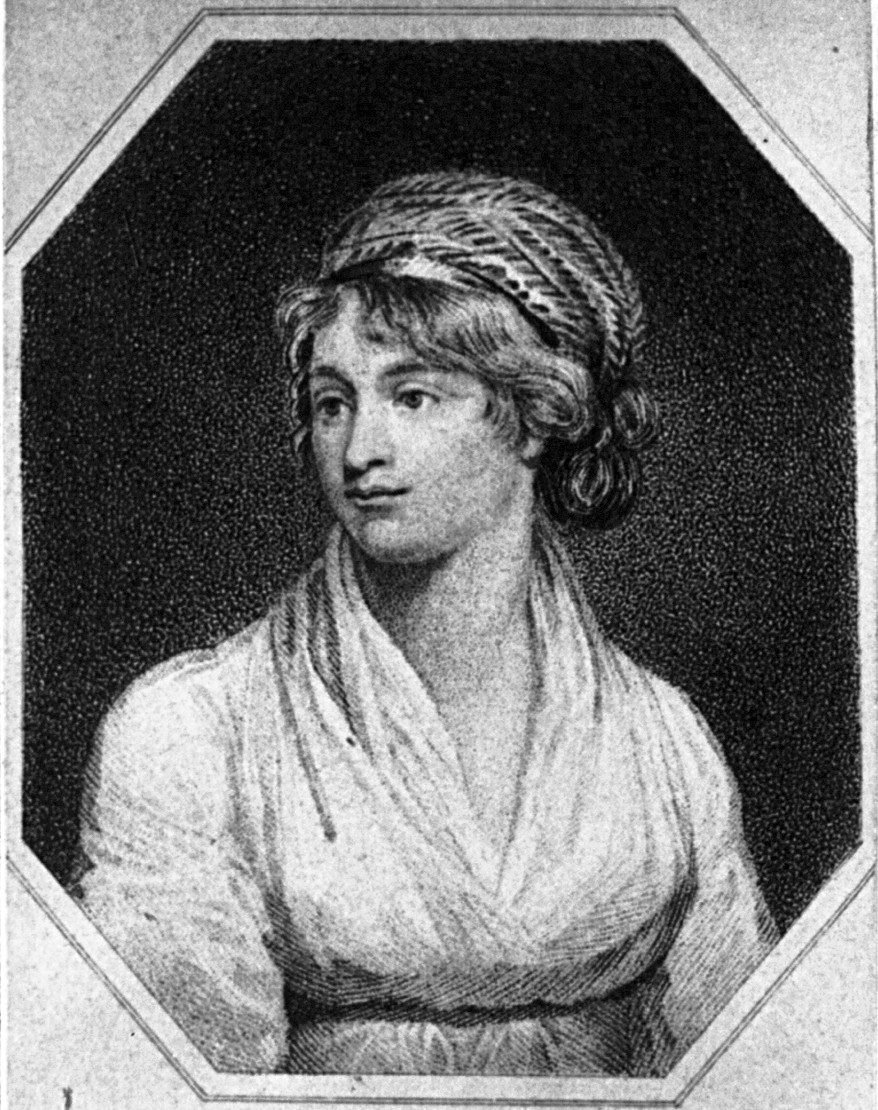
Мері Волстонкрафт, письменниця-прото-феміністка XVIII століття та критик Руссо.

Маргарет Кіркхем (1983) у своєму есе «Феміністична іронія та безцінна героїня Менсфілд-парку» стверджувала, що Остін була письменницею-феміністкою, яка любила складність та гумор і з радістю розважала загадками своїх читачів. Багато хто пропустив феміністичну іронію характеру Фанні. Остін була феміністкою в тому сенсі, що, на її думку, жінки були однаково наділені розумом і здоровим глуздом, як і чоловіки, і що ідеальний шлюб повинен бути між двома людьми, які люблять один одного. Як не дивно, але шлюб батьків Фанні далекий від ідеалу.
Кіркхем розглядає «Менсфілд-парк» як напад на популярний твір Жана-Жака Руссо 1762 року «Еміль або про виховання», де ідеальна жінка зображена тендітною, покірною та фізично слабшою за чоловіків. Руссо заявив: «Поки що вони не соромляться своєї слабкості, вони пишаються нею; їх ніжні м'язи не чинять опору; вони виявляються нездатними підняти найменші тягарі, і вони зашаріються, якщо їх вважатимуть міцними і сильними». Філософ Мері Волстонкрафт, сучасниця Джейн Остін, розкритикувала погляди Руссо в своїй праці «На захист прав жінок». Вона також кинула виклик послідовникам Руссо, таким, як Джеймс Фордайс, чиї проповіді давно стали частиною бібліотеки молодої жінки.
На початку роману Фанні з її постійною хворобливістю, полохливою вдачею, покірністю і тендітністю зовні відповідає ідеальній жінці Руссо. Її пасивність ― це в першу чергу жертва, яка має намір вижити, результат травми через переїзд та внутрішніх складностей її психічного благополуччя. Колись прекрасна тітка Бертрам своїми лінощами та пасивністю також сатиризує стереотип. Зрештою, Фанні виживає, мимоволі долаючи звичку до беззастережної покірності, якої вимагають від неї правила пристойності, оскільки вона знаходить у собі сили поставити совість вище слухняності, а любов ― вище обов'язку. Відмова Фанні вийти заміж за Генрі Кроуфорда, незважаючи на всі наполягання сера Томаса, розглядається Кіркхем як моральна кульмінація роману. Завдяки своїй глибокій цілісності та співчуттю, розуму та здоровому глузду вона здатна перемагати, тим самим кидаючи виклик переважному ідеалу жіночності в Англії епохи Регентства.

## Созертон і моральний символізм
Джульєтта Макмастер стверджувала, що Остін часто використовувала применшення, коли її герої маскують приховані сильні емоції за зовні звичайною поведінкою та діалогом. Це видно під час візиту до Созертону, де Едмунд Бертрам обговорює з Мері Кроуфорд та Фанні Прайс свій намір стати священником. Незважаючи на вдавану безтурботність співрозмовників, тема дискусії серйозна. Едмунд просить Мері полюбити його таким, яким він є, тоді як Мері вказує, що вийде за нього заміж лише у тому випадку, якщо він обере більш прибуткову кар'єру в юриспруденції.
Щоб донести свою думку, Остін додала сцену в хащах, де хаотична прогулянка перегукується з «Королевою фей» Спенсера і «звивистими» шляхами Мандрівного Лісу. «Лицар Червоного Хреста» Спенсера (лицар-початківець, який символізує як Англію, так і християнську віру) губиться в небезпечному та заплутаному Мандрівному Лісі. Лицар майже покидає Уну, своє справжнє кохання, заради Дуесси, спокусливої відьми. Так само Едмунд (потенційний священник Церкви Англії) загубився в моральному лабіринті хащів Созертона.
Інші бачили в цьому епізоді відгомони Шекспіра «Як вам це подобається», хоча Бірн бачить більш прямий зв'язок зі сценічною комедією епохи Регентства, зокрема надзвичайно успішною п'єсою Джорджа Колмана та Девіда Гарріка «Таємний шлюб» (натхненну серією сатиричних картин Гоґарта «Модний шлюб»), з якими Остін була дуже добре знайома, там була схожа тема і героїня на ім'я Фанні Стерлінг.
«Хащі» - це термін, який розробники ландшафтів використовували для опису лісистої місцевості, часто розміщеної між формальною територією навколо будинку та пасовищами за межами аха. У Сотертоні це описується як «висаджені дерева площею близько двох акрів ... [і] там була темрява і тінь, і природна краса, в порівнянні з терасою». 

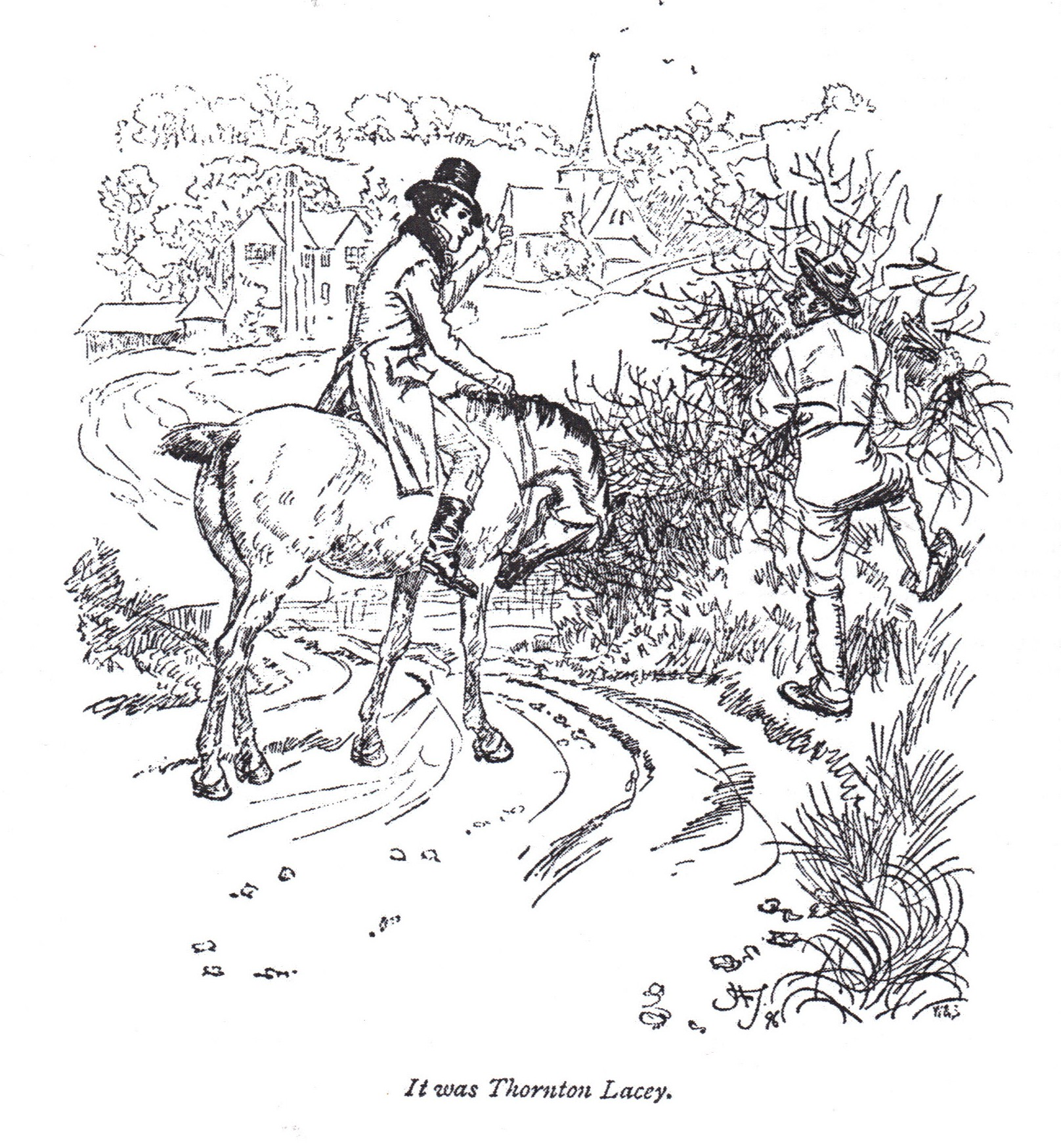
Генрі Кроуфорд відвідує Торнтон Лейсі, майбутню садибу Едмунда Бертрама.

Бірн припускає, що «звивистий шлях», який веде до аха із замкненими воротами при Сотертон-Корті, має відтінки спокушання Сатаною Єви в Едемському саду. Аха із своїм глибоким ровом являє собою межу, яку деякі, порушивши правила, перетнуть. Це символічний провісник неприпустимої поведінки Марії Бертрам та Генрі Кроуфорда у майбутньому. Коллін Шіан порівнює цю сцену з Едемом з «Утраченого раю» Мілтона, де замкнені залізні ворота відкриваються на глибоку прірву, яка відокремлює Пекло і Рай.
Самі герої використовують алегоричний потенціал Созертону. Коли Генрі, оглядаючи аха, каже: «Вам відкриваються чудові перспективи». Марія відповідає: «Буквально чи фігурально?» Марія цитує роман Стерна «Сентиментальна подорож Францією та Італією» про шпака в клітці, який викликає асоціацію з Бастилією. Вона скаржиться, що потрапила в пастку із зачиненими воротами, і це викликає відчуття, що її «щось обмежує», «перешкоджає». Діалог сповнений подвійних значень. Навіть попередження Фанні про зубці, розірваний одяг та падіння несвідомо свідчать про моральне насильство. Генрі вправно переконує Марію, що якби вона «справді хотіла бути на волі» і могла дозволити собі «думати, що це не заборонено», то свобода була б можлива.
Пізніше в романі, коли Генрі Кроуфорд пропонує зруйнувати маєток Торнтон Лейсі, щоб створити щось нове, Едмунд відкидає його плани, наполягаючи на тому, що, хоча садиба потребує деяких поліпшень, він бажає зберегти те, що було створено протягом століть. У світі Остін чоловік, по-справжньому вартий шлюбу, покращує свій маєток, поважаючи його традиції: реформаторський консерватизм Едмунда відзначає його як героя.

## Театр у Менсфілд-парку
Деякі критики припускають, що Остін використовує роман для пропаганди антитеатральних поглядів, можливо, натхненних євангельським рухом. Гарріс стверджує, що в «Менсфілд-парку» «Остін глибше досліджує все дивовижне явище п'єс та акторської гри».

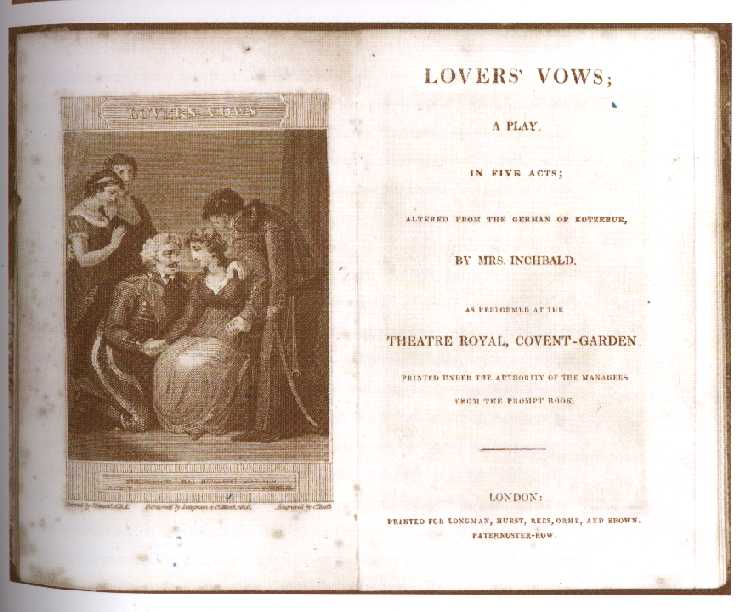
«Обітниці закоханих», видання 1796 року. Cуперечлива п'єса, постановкою якої захопилися в Менсфілд-парку за відсутності сера Томаса Бертрама.

Повернувшись несподівано зі своїх плантацій на Антигуа, сер Томас Бертрам виявляє, що молоді люди репетирують аматорську постановку «Обітниці закоханих» Елізабет Інчбальд (адаптована за твором німецького драматурга Августа фон Коцебу). Це суперечить його уявленням про пристойність, п'єсу облишили, і він спалює всі непереплетені примірники сценарію. Фанні Прайс під час читання «Обітниць закоханих» була здивована тим, що виставу вважають доречною для приватного театру, на її думку, дві головні жіночі ролі «абсолютно непридатні для домашнього спектаклю ― ситуація однієї, а мова іншої настільки неприйнятна для будь-якої скромної жінки».
Йонас Баріш у своїй фундаментальній праці «Антитеатральні упередження» (1981) висловлює думку, що до 1814 року Остін, можливо, почала несхвально ставитися до театру після нібито недавнього прийняття євангелізму. Остін, безумовно, читала і, на її подив, насолоджувалась «Розслідуванням про обов'язки жіночої статі» Томаса Гісборна, в якому категорично заявлялося, що театри гріховні, оскільки створюють умови для «нестримної близькості з особами іншої статі». Можливо, вона прочитала популярний євангельський твір Вільяма Вільберфорса, який стверджував, що театр негативно впливає на мораль.
Томалін стверджує, що немає потреби вірити, що Остін засуджує вистави за межами Менсфілд-парку, і є всі підстави вважати інакше. Остін була завзятим театралом і шанувальником великих акторів. У дитинстві її родина захоплювалася домашнім театром. Вона брала участь у популярних виставах (і декількох написаних нею самостійно), які виконувались у сімейній їдальні в Стевентоні під керівництвом її батька-священника. Багато деталей, які спостерігала молода Остін під час родинних вистав, втілені в романі, зокрема спокушання Джеймса, її нещодавно висвяченого брата, кокетливою кузиною Елізою.
Пола Бірн (2017) писала, що лише за два роки до написання «Менсфілд-парку» Остін зіграла роль місіс Кендор у популярній сучасній п'єсі Шерідана «Школа лихослів'я». Її листування показує, що вона та її родина продовжували захоплюватися театром. Кальво розглядає роман як переосмислення шекспірівського «Короля Ліра» та його трьох дочок, а Фанні ― Корделія сера Томаса епохи Регентства.
У восьми розділах досліджується кілька аспектів антитеатральних упереджень; висловлюються різні погляди. Едмунд і Фанні знаходять моральні дилеми; навіть Мері наполягає, що відредагує свій сценарій. Сам театр не критикується. Лише питання пристойності, включаючи зміст п'єси, вплив гри у виставі на вразливих акторів-аматорів та виступ як порушення звичного порядку в поважному домі.
Едвардс припускає, що небезпека «Обітниць закоханих» для молодих акторів полягає в тому, що вони не можуть відокремити акторську гру від реального життя. Це стає очевидним, коли Мері каже: «Кого з присутніх тут джентльменів я матиму за щастя назвати своїм коханим?»

## Церква та Менсфілд-парк
Остін часто викривала недоліки представників духовенства шляхом пародії.:54 Хоча суперечки Мері Кроуфорд з Едмундом Бертрамом щодо церкви мають на меті переконати його обрати іншу професію, вона постійно кидає виклик моралі Регентської церкви та духовенства. На підставі пильних спостережень за чоловіком своєї сестри, доктором Грантом, Мері висловлює в'їдливе зауваження, що «священник нічого не робить, може бути лише нечупарою та егоїстом, читати газету, стежити за погодою і сваритися зі своєю дружиною. Вікарій виконує всю роботу, а справа його власного життя - обідати».

### Красномовство проповідника
У сцені з 34-го розділу, в якій Генрі Кроуфорд читає Шекспіра вголос Фанні, Едмунду та леді Бертрам, Остін зачіпає питання щодо виголошення проповіді. Генрі зазначає, що у літургії є «зайві повторення», які можна зробити непомітними тільки якщо прочитати їх якнайкраще. Коли Генрі продовжує, його поверхневість і самовихваляння стають очевидними: «Я ніколи в житті не слухав видатного проповідника без якоїсь заздрості. Але тоді, я повинен мати лондонську аудиторію. Я міг би проповідувати тільки освіченим слухачам, здатним оцінити мій хист». На завершення, він висловлює думку багатьох не дуже завзятих священнослужителів, стверджуючи, що йому б не сподобалося часто проповідувати, лише «час від часу, можливо, раз чи два за весну». Хоча Едмунд сміється, очевидно, що він не поділяє легковажні, егоцентричні погляди Генрі і не буде брати приклад з себелюбного гурмана доктора Гранта. «Едмунд обіцяє бути протилежним: старанним, але поміркованим священнослужителем, без пуританського самозречення і в той же час без зайвої поблажливості до себе».

### Ідеальний священнослужитель
Коли Мері дізнається в Созертоні, яку професію обрав Едмунд, вона каже, що священнослужитель ― це «ніщо». Едмунд не вважає, що так можна охарактеризувати духовенство, яке опікується релігією та мораллю і має значення для часу та вічності. Він додає, що поведінка випливає з добрих принципів і є результатом тих доктрин, яких повинен навчати священнослужитель. Поведінка нації відображатиме, добру чи погану, поведінку та вчення духовенства.
У 25-му розділі у товаристві обговорюють роль та обов’язки священника. Сер Томас виступає проти плюралізму (коли священник отримує доходи від двох чи більше парафій), наголошуючи на важливості проживання в парафії:
|  | ... є права й потреби, які може знати лише пастор, що мешкає там постійно, і які не може задовольнити належною мірою ніхто, крім нього. Едмунд міг би, власне кажучи, виконувати свої обов'язки в Торнтоні, тобто він міг читати молитви та проповідувати, а його дім був би в Менсфілд-парку; він міг би їздити щонеділі до будинку, свого умовного помешкання, і проводити богослужіння; він міг би бути священнослужителем Торнтон-Лейсі кожного сьомого дня, впродовж трьох-чотирьох годин, якби це його влаштовувало. Але йому цього замало. Він знає, що людській натурі потрібно більше уроків, ніж може дати щотижнева проповідь, і якщо він не живе серед своїх парафіян і не доводить своєю постійною увагою, що він їхній доброзичливець та друг, то він робить дуже мало і для їхнього блага, і для свого власного. Оригінальний текст (англ.) ... and which no proxy can be capable of satisfying to the same extent. Edmund might, in the common phrase, do the duty of Thornton, that is, he might read prayers and preach, without giving up Mansfield Park; he might ride over, every Sunday, to a house nominally inhabited, and go through divine service; he might be the clergyman of Thornton Lacey every seventh day, for three or four hours, if that would content him. But it will not. He knows that human nature needs more lessons than a weekly sermon can convey, and that if he does not live among his parishioners, and prove himself by constant attention their well-wisher and friend, he does very little either for their good or his own. |

При цьому сер Томас воліє не згадувати про те, що якби він не був змушений продати Менсфілдську парафію, щоб розрахуватися з боргами Тома, то Едмунд отримував би доходи з обох парафій. У батька Остін були дві парафії, що є прикладом м'якого плюралізму.

## Рабство та Менсфілд-парк

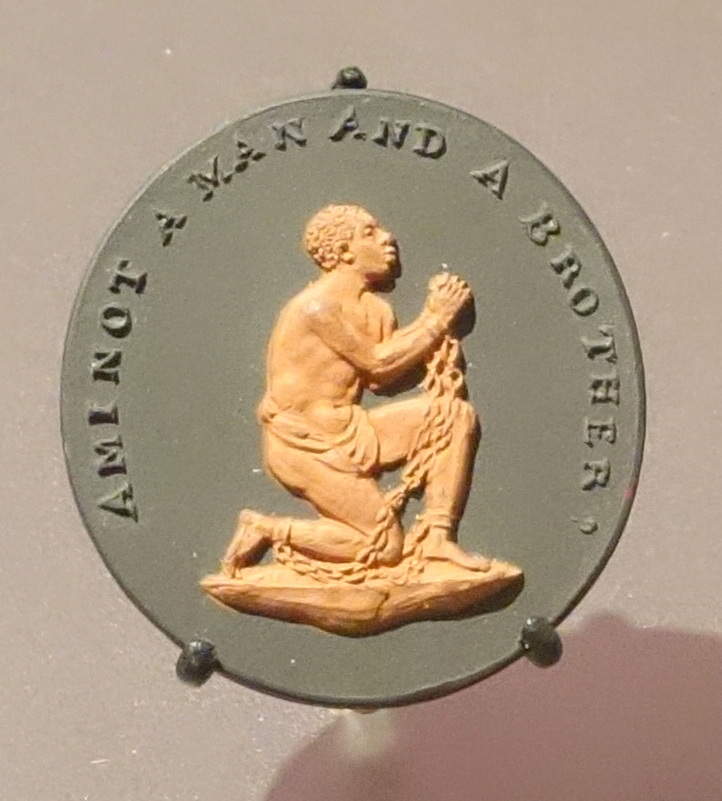
На медальйоні Веджвуда, широко розповсюдженому серед прихильників скасування рабства, написано: «Хіба я не чоловік і брат».

Зазвичай вважається, що будинок сера Томаса Бертрама, Менсфілд-парк був зведений на прибуток від британської работоргівлі. Це не була така стара споруда, як Созертон-Корт Рашворта, або будинки, описані в інших романах Остін, такі як Пемберлі в «Гордості і упередженні» чи абатство Донвелл в «Еммі».
Закон про заборону торгівлі рабами був прийнятий в 1807 році, за чотири роки до того, як Остін почала писати «Менсфілд-парк», і став кульмінацією тривалої кампанії аболіціоністів, зокрема Вільяма Вільберфорса і Томаса Кларксона. Хоча в Британії рабство ніколи не було законним, його скасували в Британській імперії лише в 1833 році.
У 21-му розділі, коли сер Томас повертається з Антигуа, Фанні запитує його про торгівлю рабами, але не отримує відповіді. Ця тиша продовжує спантеличувати критиків. Клер Томалін, погоджуючись із літературознавцем Браяном Саутемом, стверджує, що, запитуючи свого дядька про торгівлю рабами, зазвичай полохлива Фанні показує, що її бачення аморальності цієї торгівлі ясніше за його. Шіан вважає, що «так само, як Фанні намагається триматися осторонь від «Обітниць закоханих», але це їй не дуже вдається, ми, аудиторія випадкових спостерігачів, залучаємося до участі в драмі «Менсфілд-парк»... У нас має бути своє власне судження».
Широко розповсюджене припущення, що сама Остін підтримувала скасування рабства. У листі до своєї сестри Кассандри вона порівнює книгу, яку вона читає, з книгою Кларксона про боротьбу з рабством: «Я так само закохана в автора, як і колись у Кларксона». Улюблений поет Остін, євангеліст Вільям Каупер, також був пристрасним аболіціоністом, який часто писав на цю тему вірші, зокрема його відому роботу «Завдання», яка також подобалась Фанні Прайс.
У своїй книзі «Культура та імперіалізм» 1993 року американський літературознавець Едвард Саїд, взявши «Менсфілд-парк» за приклад, стверджував про прийняття західною культурою матеріальних благ рабства та імперіалізму. Він говорив про намагання Остін уникати згадок про те, що маєток Менсфілд-парк з'явився лише завдяки рабській праці. Саїд вважав, що письменниця створила персонажа сера Томаса як архетипного доброго господаря, настільки ж компетентного в управлінні своїм маєтком в англійській сільській місцевості, як і в експлуатації своїх рабів у Вест-Індії. Він визнав, що Остін не дуже багато говорить про плантації, які належать серу Томасу. Але на його думку, вона очікувала, що читач пояснить собі багатство родини Бертрамів прибутком від цукру, який виробляють їхні африканські раби. Далі він припустив, що це відображає ставлення самої Остін, тобто для неї це лише природний порядок у світі.
Парадоксально, але Саїд визнав, що Остін не схвалювала рабство:
|  | Усі дані свідчать про нестерпність навіть найпоширеніших аспектів утримання рабів на цукровій плантації у Вест-Індії. І все, що ми знаємо про Джейн Остін та її цінності, суперечить жорстокості рабства. Фанні Прайс нагадує своєму двоюрідному братові, що після її запитання до сера Томаса про торгівлю рабами «настала така мертва тиша». Це дозволяє припустити, що між цими двома світами не може бути зв'язку, оскільки просто не існує спільної мови для них. Це правда. Оригінальний текст (англ.) All the evidence says that even the most routine aspects of holding slaves on a West Indian sugar plantation were cruel stuff. And everything we know about Jane Austen and her values is at odds with the cruelty of slavery. Fanny Price reminds her cousin that after asking Sir Thomas about the slave trade, "there was such a dead silence" as to suggest that one world could not be connected with the other since there simply is no common language for both. That is true. |

Теза Саїда про те, що Остін була захисником рабства, оскаржено у фільмі 1999 року, знятому за мотивами «Менсфілд-парку» та листів Остін. Канадська режисерка Патрісія Розема представила родину Бертрамів як аморальну, на відміну від книги. Розема чітко дала зрозуміти, що сер Томас володів рабами у Вест-Індії, а також, мабуть, і вся британська еліта. Суть трикутникової торгівлі полягала в тому, що привезені з Британії промислові товари в Африці вимінювали на рабів, яких відправляли в район Карибського моря. Тут закуповували цукор, тютюн, бавовну для доставки в Британію.
Габріель Вайт також розкритикувала звинувачення Саїда, стверджуючи, що Остін та інші письменники, якими вона захоплювалася, включаючи Семюеля Джонсона та Едмунда Берка, виступали проти рабства і допомогли зробити можливим його скасування. Австралійський історик Кіт Віндшаттл стверджував: «У романі Джейн Остін з'являється персонаж, що володіє плантацією, якого героїня та автор явно не схвалюють. Ідея, що письменниця, таким чином, стає служницею імперіалізму та рабства, виникає через неправильне розуміння роману і біографії його авторки, яка вороже ставилася до работоргівлі». Також британський автор Ібн Воррак звинуватив Саїда у «вийнятково помилковому трактуванні» «Менсфілд-парку» і розкритикував його за «недбале і необґрунтоване тлумачення Джейн Остін», аргументуючи це тим, що Саїд повністю спотворив «Менсфілд-парк», приписавши Остін погляди, які вона безсумнівно не поділяла.

## Пристойність і мораль
Пристойність ― головна тема роману, на думку Тейва. Меґґі Лейн вважає, що для суспільства часів Остін пристойність (і вихованість) була дуже важливою, оскільки вона лише нещодавно виникла з того, що вважалося варварським минулим. Вважалося, що порядність є важливою для збереження тієї міри соціальної гармонії, яка дозволяла кожній людині вести корисне та щасливе життя.
У романі автор постійно привертає увагу до питання пристойності, дозволяючи читачам дійти власних висновків про загрозливу покірність та удавану. Тейв зазначає, що хоча Остін віддає належне таким, як Фанні, які розуміють пристойність на її глибших і гуманніших рівнях, вона нещадно глузує з таких, як місіс Норріс, яка чіпляється за зовнішню пристойність, часто самовдоволено і без розуміння. На початку роману, коли сер Томас їде до Антигуа, Марія та Джулія полегшено зітхають, звільнені від вимог батька про пристойність, хоча вони й не мають на увазі особливого бунту. Все починається в Созертоні із символічної непокори біля зачинених воріт. Пізніше це проявляється у невдалій ідеї з «Обітницями закоханих», непристойність яких викрита несподіваним поверненням сера Томаса. Обидві ці події є провісниками подружньої невірності Марії та втечі Джулії.
«Пристойність» може охоплювати не лише моральну поведінку, але й усе, що людина робить, думає чи обирає.

### Моральний діалог
Коментатори зауважили, що Фанні та Мері Кроуфорд уособлюють суперечливі аспекти особистості Остін, Фанні ― серйозність, об'єктивні спостереження та чуйність, Мері ― дотепність, чарівність та лукаву іронію. Здається, розмови між Фанні та Мері часом виражають власний внутрішній діалог Остін і, як і її листування, не обов'язково дають читачеві остаточні висновки. У 1814 році відповідаючи племінниці на прохання про допомогу в любовній дилемі, вона пише: 
|  | Мені справді не терпиться написати щось на таку дуже цікаву тему, хоча я не сподіваюсь наважитися радити щось у такій справі... Я могла б голосити в одному реченні і сміятися в наступному. Оригінальний текст (англ.) I really am impatient myself to be writing something on so very interesting a subject, though I have no hope of writing anything to the purpose ... I could lament in one sentence and laugh in the next. |

 Бірн сприймає це як нагадування про те, що читачі повинні бути дуже обачними, видобуваючи думки та поради Остін з її романів чи листів. На думку Остін, письменники не повинні говорити людям, що робити. Навіть Фанні, коли Генрі вимагає, щоб вона висловила свою думку щодо керування маєтком, каже йому прислухатися до своєї совісті: 
|  | Ми всі маємо в душі кращий орієнтир, якби ми зважали на нього, він став би для нас мудрішим порадником, ніж будь-яка інша людина. Оригінальний текст (англ.) We have all a better guide in ourselves, if we would attend to it, than any other person can be. |

У «Менсфілд-парку» Остін вимагає від читача самостійних моральних суджень. Деякий час після його публікації вона збирала реакції читачів на роман. Відгук читача ― частина історії. Шіан стверджує: «Фінал «Менсфілд-парку» невизначений, повністю знаходиться в руках читачів. З усіх сміливих нововведень Остін у своїх роботах, у «Менсфілд-парку» вона бере на себе граничний ризик.»

### Сумління і свідомість
Едвардс розмірковує над привабливістю людей із яскравою індивідуальністю порівняно з тими, хто вирізняються більш прозаїчною доброчесністю.
Привабливі Кроуфорди справляють гарне враження на світське товариство, своїх сусідів та читача, проте їм притаманні саморуйнівні вади. Едмунд і Фанні, по суті дуже звичайні люди, яким бракує соціальної харизми, викликають розчарування деяких читачів, але мають моральну цілісність.

### Кроуфорди
Поверхневість Кроуфордів може бути продемонстрована їхньою показною моральністю, яка разом із притаманними їм чарівністю та елегантністю маскує неприборкані пристрасті, жертвами яких, зрештою, стають оточуючі і вони самі.
Вперше Генрі звертає увагу на Фанні, коли розуміє, що не подобається їй. Він одержимий бажанням «пізнати» її, досягти слави та щастя, змусивши її полюбити його. Він планує зруйнувати її індивідуальність і змінити її відповідно до своїх вподобань. Після першої невдачі Генрі несподівано закохався у Фанні. Непостійність його почуттів остаточно виявляється, коли, пообіцявши дбати про Фанні, він спокушається на пропозицію Мері відновити у Лондоні знайомство з нещодавно одруженою Марією. Бажаючи потішити своє самолюбство і знову пробудити колишні почуття, він руйнує її шлюб та репутацію. Тепер він має облишити спроби здобути прихильність Фанні. Генрі, який викликав повагу і симпатію, виявляється черствим, аморальним та егоїстичним. Лейн пропонує більш доброзичливу інтерпретацію: «Ми аплодуємо Джейн Остін за те, що вона показала нам недосконалу людину, яка морально вдосконалюється, бореться, зростає, прагне стати кращою ― навіть якщо вона, врешті-решт, зазнає невдачі.»
Ставлення суспільства до учасників скандалу залежить від їх статі: Марія постраждала більше, ніж Генрі. А їхня втеча позбавляє Бертрамів члена родини. Неминуче повідомлення про скандал у колонках пліток лише погіршує їхнє становище.
Мері Кроуфорд має багато привабливих якостей, включаючи доброту, чарівність, теплоту та жвавість. Однак її схильність до суперництва змушує її сприймати кохання як гру, коли одна сторона підкорює та контролює іншу. Нарцисизм Мері призводить до відсутності емпатії. Вона наполягає на тому, щоб Едмунд відмовився від духовної кар'єри, оскільки вона недостатньо престижна. З феміністичним цинізмом вона радить Фанні вийти заміж за Генрі, щоб «розплатитися з боргами своєї статі» і насолоджуватися «тріумфом» за рахунок її брата.
Едвардс робить висновок, що «Менсфілд-парк» демонструє, як ті, кому, як і більшості людей, не вистачає дотепності, чарівності та мудрості, уживаються у світі. Ті, хто зовні здаються сильними, зрештою, виявляються слабкими; люди, яких вважають «нічим», стають тими, хто тихо тріумфує.

## Адаптації
- 1983: «Менсфілд-парк», серіал ВВС режисера Девіда Джайлза, Сілвестра Ле Тузел у ролі Фанні Прайс, Ніколас Фаррелл ― Едмунд Бертрам та Анна Мессі ― пані Норріс.
- 1997: «Менсфілд-парк», адаптація Елізабет Прауд для BBC Radio 4 в трьох частинах, в ролях: Ханна Гордон (Джейн Остін), Аманда Рут (Фанні), Майкл Вільямс (сер Томас Бертрам), Джейн Лапотер (місіс Норріс), Роберт Гленістер (Едмунд Бертрам), Луїза Джеймсон (леді Бертрам), Тереза Галлахер (Мері Кроуфорд) та Ендрю Вінкотт (Генрі Кроуфорд).[83]
- 1999: «Менсфілд-парк», фільм режисера Патріші Розми, в ролях: Френсіс О'Коннор ― Фанні Прайс, Джонні Лі Міллер ― Едмунд Бертрам (він також знявся у версії 1983 року, зігравши одного з братів Фанні). Цей фільм змінює кілька основних елементів історії і зображує Фанні як набагато сильнішу особистість і робить її автором деяких фактичних листів Остін, а також її дитячої історії Англії. Це підкреслює несхвалення Остін рабства.
- 2003: «Менсфілд-парк», радіодрама на замовлення BBC Radio 4, Фелісіті Джонс у ролі Фанні Прайс, Бенедикт Камбербетч ― Едмунд Бертрам, Девід Теннант ― Том Бертрам.[84]
- 2007: «Менсфілд-парк», телевізійна адаптація виробництва Company Pictures, Біллі Пайпер (Фанні Прайс) і Блейк Рітсон (Едмунд Бертрам), вийшла на ITV1 у Великій Британії 18 березня 2007 року.[85]
- 2011: «Менсфілд-парк», камерна опера Джонатана Дава, з лібрето Аласдера Міддлтона, замовлена і вперше виконана Heritage Opera, 30 липня ― 15 серпня 2011 року.[86]
- 2012: «Менсфілд-парк», сценічна адаптація Тіма Лускомба, створена Theatre Royal, Bury St Edmunds, театральне турне у Великій Британії в 2012 і 2013 роках.[87]
- 2014: «З Менсфілду з любов'ю», вебсеріал, модернізація виробництва Foot in the Door Productions, почала виходити на YouTube.[88]
- 2016: «Гора Надії: переказ амішів про Менсфілд-парк Джейн Остін», автор Сара Прайс.
- 2017: «Пошук Менсфілду [Архівовано 13 лютого 2021 у Wayback Machine.]», переказ новелістки Кейт Вотсон [Архівовано 3 серпня 2020 у Wayback Machine.], який проходить на театральній сцені сучасного Чикаго.[89]